# Polo por las Libertades
El Polo por las Libertades (Polo per le Libertà) fue una coalición electoral italiana de centro derecha liderada por Silvio Berlusconi y activa entre 1996 y 2001.
Sucesora del Polo de las Libertades y el Polo del Buen Gobierno, coaliciones lideradas por Silvio Berlusconi en las elecciones generales de Italia de 1994, estuvo compuesta por Forza Italia (FI), Alianza Nacional (AN), Centro Cristiano Democrático (CCD) y Cristianos Democráticos Unidos (CDU).
Tras perder el apoyo de la Liga Norte a las coaliciones anteriores, en 1995, con ocasión de las elecciones regionales, se formó una alianza que en 1996 fue nombrada oficialmente como el "Polo de las Libertades", debutando en las elecciones generales de 1996. En esta ocasión fue derrotada por la alianza de centro-izquierda El Olivo, liderada por Romano Prodi.
El Polo de la Libertad estuvo en la oposición hasta 2001, cuando, cuando tras acercarse a la Liga Norte, se transformó en la Casa de las Libertades, que venció en las elecciones generales de 2001.